# Итеу Ноу (Бихор)
Итеу Ноу (рум. Iteu Nou) насеље је у Румунији у округу Бихор у општини Абрам. Oпштина се налази на надморској висини од 136 m.

## Становништво
Према подацима из 2002. године у насељу је живело 162 становника.

### Попис2002.
| Расподела становништва по националности 2002.‍ | Расподела становништва по националности 2002.‍ | Расподела становништва по националности 2002.‍ | Расподела становништва по националности 2002.‍ | Расподела становништва по националности 2002.‍ |
| --------------------------------------------- | --------------------------------------------- | --------------------------------------------- | --------------------------------------------- | --------------------------------------------- |
|                                               |                                               |                                               |                                               |                                               |
| Румуни                                        | Румуни                                        |                                               | 153                                           | 95,6%                                         |
| Мађари                                        | Мађари                                        |                                               | 7                                             | 4,4%                                          |